# Фрэнсис, Ранганатхан
Ранганатхан Фрэнсис (англ. Ranganathan Francis; 15 марта 1920, Рангун, Британская Индия — 1 декабря 1975, Мадрас) — индийский хоккеист на траве, вратарь. Трёхкратный олимпийский чемпион 1948, 1952 и 1956 годов.

## Биография
Ранганатхан Фрэнсис родился 15 марта 1920 года в городе Рангун в Британской Индии (сейчас Янгон в Мьянме).
Играл в хоккей на траве за Мадрас.
В 1948 году вошёл в состав сборной Индии по хоккею на траве на летних Олимпийских играх в Лондоне и завоевал золотую медаль. Играл на позиции вратаря, провёл 2 матча, мячей не пропускал.
В 1952 году вошёл в состав сборной Индии по хоккею на траве на летних Олимпийских играх в Хельсинки и завоевал золотую медаль. Играл на позиции вратаря, провёл 2 матча, пропустил 2 мяча (по одному от сборных Великобритании и Нидерландов).
В 1956 году вошёл в состав сборной Индии по хоккею на траве на летних Олимпийских играх в Мельбурне и завоевал золотую медаль. Играл на позиции вратаря, провёл 1 матч, мячей не пропускал.
Фрэнсис — один из семи индийских хоккеистов, которые трижды выигрывали олимпийское золото (наряду с Ричардом Алленом, Дхианом Чандом, Балбиром Сингхом, Лесли Клаудиусом, Рандхиром Сингхом Джентлом, Удхамом Сингхом).
Умер 1 декабря 1975 года в индийском городе Мадрас (сейчас Ченнаи).